# Tell Aran (nahija)
Nahija Tell Aran (ar. ناحية تل عرن‎) je nahija u okrugu as-Safira, u sirijskoj pokrajini Alep. Nahija je oformljena 2009., izdvajanjem iz nahije As-Safira. Administrativno sjedište je u naselju Tell Aran.